# Tadeusz Wojciechowski (ekonomista)
Tadeusz Wojciechowski (ur. 25 lipca 1925 w Warszawie) – polski ekonomista, menedżer i działacz państwowy, doktor habilitowany nauk ekonomicznych, profesor zwyczajny, specjalizujący się w zakresie marketingu i ekonomiki przedsiębiorstw. Powstaniec warszawski i uczestnik II wojny światowej, podsekretarz stanu w Urzędzie Gospodarki Materiałowej (1976–1982), rektor Wyższej Szkoły Zarządzania i Prawa im. Heleny Chodkowskiej.

## Życiorys
Jedyne dziecko Aleksandra oraz Ireny z domu Spalińskiej, z wykształcenia aktorki. Jego ojciec był bankowcem, oficerem II Brygady Legionów i działaczem Polskiej Partii Socjalistycznej, poległego w powstaniu warszawskim, w którym walczył pod ps. „Macedończyk” Pochodził z dobrze sytuowanej rodziny, w 1939 utracił w bombardowaniu dom. Między 1938 a 1944 działał jako drużynowy i inspektor w Związku Harcerstwa Polskiego. Przed wojną uczeń gimnazjum Ludwika Lorentza, w trakcie wojny w ramach tajnych kompletów kształcił się w gimnazjum handlowym. Na przełomie 1941 i 1942 przystąpił do Szarych Szeregów (związany z Grupami Szturmowymi zajmującymi się małym sabotażem i szukaniem dróg dla łączników), działał w konspiracji pod pseudonimami „Olek” i „Globus”. W trakcie powstania w getcie warszawskim dostarczał żywność na stronę żydowską. Walczył w powstaniu warszawskim jako strzelec Armii Krajowej, początkowo jako łącznik w batalionie „Kiliński”, a od połowy sierpnia w Harcerskiej Poczcie Polowej. Uczestniczył w osłonie zdobycia budynku PASTY. Po upadku powstania przebywał w niewoli niemieckiej w stalagach XI-B Falligbostel, następnie Stalagu VI-J Dorsten w Krefeld-Fichtenhein. Zajmował się m.in. porządkowaniem gruzów miasta. W styczniu 1945 został ranny w wyniku bombardowania stalagu (co skutkowało niedotlenieniem mózgu), następnie z niego uciekł i po poddaniu się był krótko aresztowany. Wraz z innymi jeńcami był prowadzony do obozu w Paderborn, w kwietniu 1945 uwolniony przez wojska kanadyjskie. Wraz z nimi w kwietniu i maju 1945 uczestniczył w końcowych walkach II wojny światowej, następnie był wartownikiem w różnych obozach w brytyjskiej strefie okupacyjnej Niemiec.
W październiku 1945 powrócił do Polski. Działał w Związku Niezależnej Młodzieży Socjalistycznej (1946–1948), Związku Młodzieży Polskiej (1948–1956, m.in. jako przewodniczący koła), Związku Uczestników Walki Zbrojnej (od 1946, organizacja ta przystąpiła potem do Związku Bojowników o Wolność i Demokrację). W 1962 wstąpił do Polskiej Zjednoczonej Partii Robotniczej. Po 1945 pracował w Centrali Żelaza i Stali w Katowicach i Centrali Zaopatrzenia Przemysłu Metalowego (1950–1958), następnie wicedyrektor ds. ekonomiczno-handlowych Zakładów Wytwórczych Aparatury Oświetleniowej i pracownik Zakładu Elektrotechniki Motoryzacyjnej „Zelmot”. Od 1962 sekretarz Rady do Spraw Gospodarki Opakowaniami w Centralnym Ośrodku Opakowań, następnie wicedyrektor Pomorskiej Odlewni i Emalierni w Grudziądzu (1963–1964). Następnie zatrudniony w Komisji Planowania przy Radzie Ministrów, gdzie kierował Zespołem Gospodarki Materiałowej. W kwietniu 1972 został wiceprzewodniczącym Państwowej Rady Gospodarki Materiałowej, po jej przekształceniu od kwietnia 1976 do maja 1982 podsekretarz stanu w Urzędzie Gospodarki Materiałowej. Był przewodniczącym Międzyresortowej Komisji ds. Magazynowania i Jednostek Ładunkowych (1976–1979).
Maturę zdał eksternistycznie w Katowicach, początkowo utrudniano mu dostanie się na studia wyższe. W 1948 podjął studia w Katowicach, ukończył je w Warszawie. Obronił pracę doktorską, następnie otrzymał stopień doktora habilitowanego. 19 czerwca 1989 uzyskał tytuł profesora nauk ekonomicznych. Został zatrudniony na stanowisku profesora zwyczajnego na Wydziale Administracji Gospodarczej i Nauk Komputerowych Prywatnej Wyższej Szkoły Businessu i Administracji, w Instytucie Zarządzania i Marketingu, Katedry Zarządzania i Marketingu na Wydziale Zarządzania i Marketingu Wyższej Szkole Zarządzania i Prawa im. Heleny Chodkowskiej, w ALMAMER Szkole Wyższej oraz w Wyższej Szkole Zarządzania i Marketingu w Sochaczewie. W okresie Polski Ludowej wykładał ponadto w Szkole Głównej Planowania i Statystyki, Instytucie im. Plechanowa w Moskwie oraz Wyższej Szkole Ekonomicznej w Pradze.
Był dziekanem na Wydziale Administracji Gospodarczej i Nauk Komputerowych Prywatnej Wyższej Szkoły Businessu i Administracji oraz Wydziału Zarządzania i Marketingu Wyższej Szkole Zarządzania, a także rektorem Wyższej Szkoły Zarządzania i Prawa im. Heleny Chodkowskiej.

## Odznaczenia
Odznaczony m.in. Krzyżem Komandorskim i Oficerskim Orderu Odrodzenia Polski, Medalem Zwycięstwa i Wolności 1945, Warszawskim Krzyżem Powstańczym, Srebrnym Medalem „Za zasługi dla obronności kraju”, Krzyżem „Za Zasługi dla ZHP” z Mieczami, Złotą Odznaką honorową „Za Zasługi dla Warszawy”, Medalem Komisji Edukacji Narodowej i Medal 30-lecia Polski Ludowej, a także odznaczeniem 2 Armii Kanadyjskiej. W 1944 był rekomendowany do otrzymania Krzyża Walecznych (nie jest pewne, czy został nim wyróżniony).